# 8086 Peterthomas
8086 Peterthomas eller 1989 RB6 är en asteroid i huvudbältet som upptäcktes den 1 september 1989 av den amerikanske astronomen Edward L.G. Bowell vid Anderson Mesa Station. Den är uppkallad efter den amerikanska astronomen Peter C. Thoma.
Asteroiden har en diameter på ungefär 26 kilometer och den tillhör asteroidgruppen Hilda.